# Plaine (Valle d'Aosta)

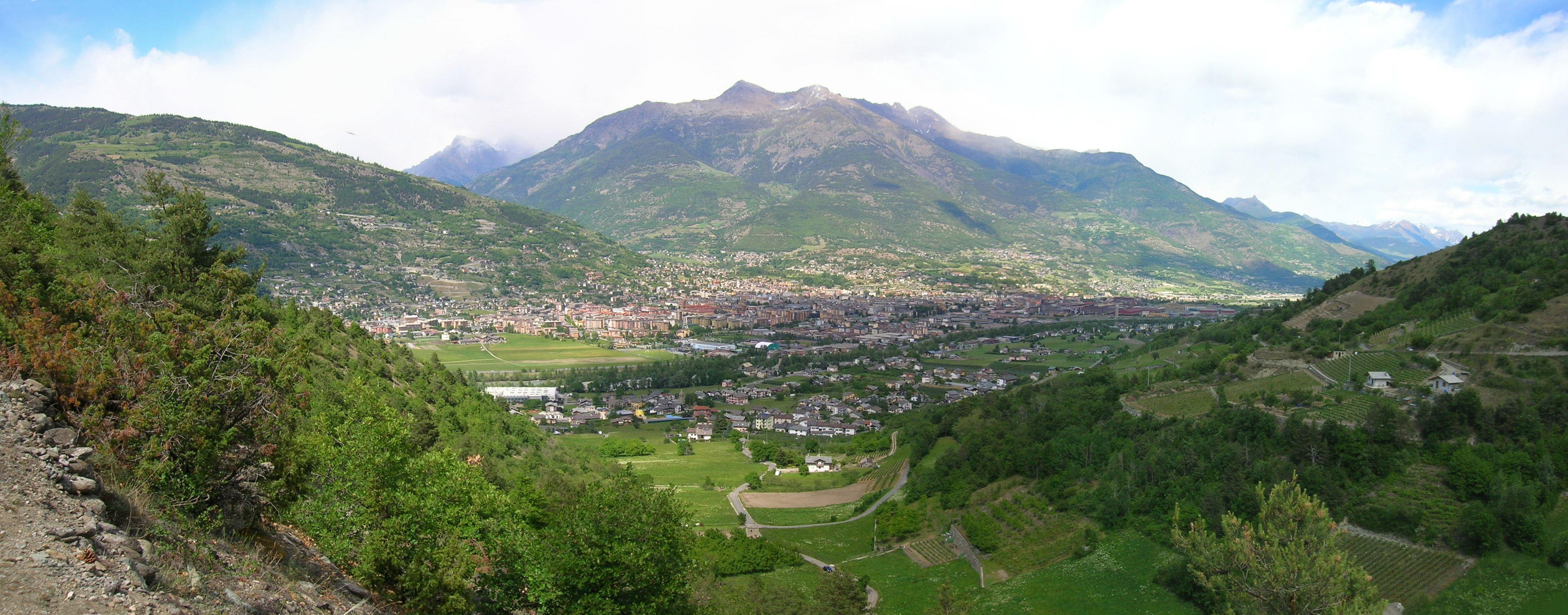
La plaine vista dalla Côte de Gargantua

In Valle d'Aosta, viene definita plaine (pron. fr. AFI: [plɛn]), oppure Plaine d'Aoste, l'area geografica pianeggiante della valle centrale, attraversata dalla Dora Baltea e comprendente il territorio di Aosta e dei comuni limitrofi: Charvensod, Quart, Saint-Christophe, Brissogne, Sarre e Pollein.

## Etimologia
Il termine plaine (pron. plèn),  prestito linguistico dalla lingua francese di uso corrente a livello locale anche presso gli italofoni, è traducibile in italiano con piana o pianura, e si contrappone a montagne (montagna in francese), termine nettamente meno usato.

## Caratteristiche
Nella regione italiana con la maggiore estensione di territorio montuoso, le caratteristiche climatiche e geografiche della plaine hanno da sempre prodotto differenze economiche ed antropologiche rispetto alle aree valdostane più propriamente di montagna, storicamente svantaggiate e isolate. La presenza della piana alluvionale della Dora ha influenzato nei secoli l'agricoltura, l'industria, il sistema dei trasporti e le abitudini delle popolazioni.
Territorio soleggiato, simile a quello dell'adret, e dal clima mitigato dall'altitudine inferiore, la plaine registra negli anni un incremento demografico, a fronte di un costante spopolamento della montagne e delle valli laterali. Il maggiore sviluppo umano ha portato a una concentrazione abitativa non presente altrove, ossia a un'urbanizzazione piuttosto lineare in tutta la plaine. I comuni limitrofi ad Aosta, in particolare, sono interessati da fenomeni di "suburbanizzazione" per la vicinanza con il capoluogo.

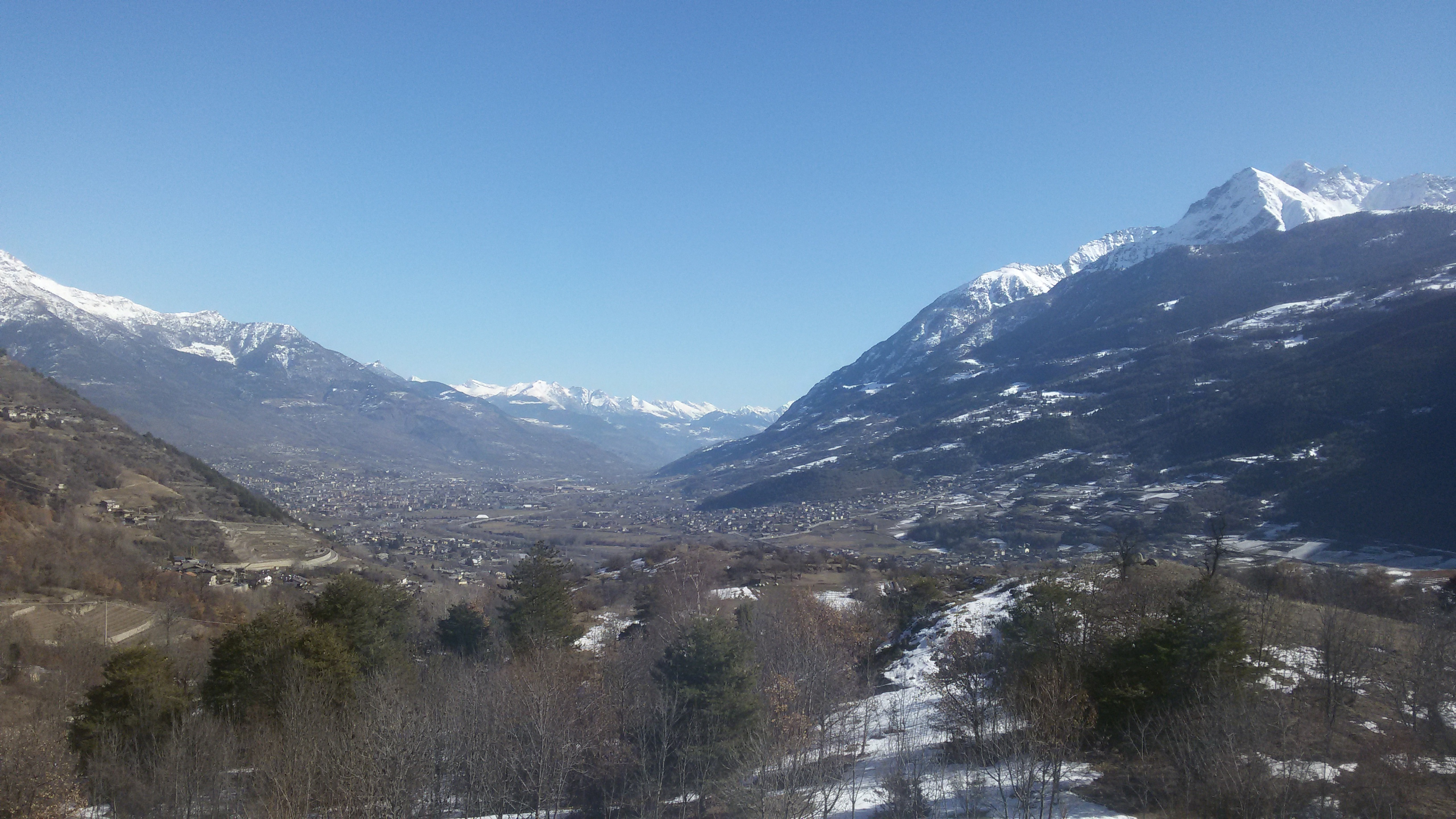
La Plaine vista dal mont Torrette (Saint-Pierre). Sulla destra, sono ben visibili la Becca di Nona e il mont Émilius innevati.

## Storia
Storicamente, la plaine è stata strategica per i trasporti: è infatti in questa zona che si biforca la viabilità che da un lato collega i due valichi alpini a Francia e Svizzera e dall'altro porta verso la Pianura Padana. Crocevia conservato tutt'oggi ma derivato dalla viabilità di epoca romana (via delle Gallie) e poi medievale (via Francigena), ha avuto un ulteriore sviluppo con l'apertura del traforo del Monte Bianco e del traforo del Gran San Bernardo negli anni sessanta. Decisivi nei secoli anche la costruzione della ferrovia Ivrea-Aosta nel 1886, la presenza dell'autostrada Torino-Aosta e dell'aeroporto Corrado Gex.
Zona di antica urbanizzazione, la plaine ha visto la nascita dell'industria culminante nell'attività della Cogne Acciai Speciali, nata per sfruttare i ricchi giacimenti delle Miniere di Cogne.
Oggi, rispetto al resto della Valle d'Aosta, nella plaine l'agricoltura ha un ruolo minoritario, mentre l'industria e i servizi assorbono la maggior parte della forza lavoro.

## Amministrazione
La plaine costituisce inoltre un'entità di consiglio locale, composto dai sindaci dei comuni interessati (Aosta, Aymavilles, Brissogne, Charvensod, Fénis, Gignod, Gressan, Jovençan, Nus, Pollein, Quart, Roisan, Saint-Christophe, Saint-Marcel, Saint-Pierre e Sarre) e denominato Conseil de la Plaine.
Un corpo associato della Polizia municipale, denominato Police de la plaine è attivo tra i Comuni di Aosta, Sarre e Saint-Pierre.